# Persone di cognome Meyer
| Questa pagina contiene informazioni ricavate automaticamente dalle voci biografiche con l'ausilio del template Bio e di un bot. L'aggiornamento è periodico e automatico e ricostruisce completamente la pagina. Se manca una persona in questa lista, sei pregato di non aggiungerla, ma accertati piuttosto che la sua voce biografica contenga il template Bio e che i dati anagrafici siano correttamente compilati. Se il template Bio manca, inseriscilo tu stesso o, in alternativa, metti l'avviso {{tmp\|Bio}} che ne segnala la mancanza. Se i dati riportati sono sbagliati, correggi direttamente la voce biografica; le modifiche saranno visibili in questa lista entro pochi giorni. Per chiarimenti vedi il progetto antroponimi. La lista contiene solo le 153 persone che sono citate nell'enciclopedia e per le quali è stato implementato correttamente il template Bio. Pagina aggiornata al 7 ago 2025. |

Questa è una lista di persone presenti nell'enciclopedia che hanno il cognome Meyer, suddivise per attività principale.

## Allenatori di calcio(2)
- George Meyer, allenatore di calcio statunitense (Chicago, n. 1923)
- Hans Meyer, allenatore di calcio e ex calciatore tedesco (Briesen, n. 1942)

## Allenatori di pallacanestro(1)
- Ray Meyer, allenatore di pallacanestro statunitense (Chicago, n. 1913 - Wheeling, † 2006)

## Antropologi(1)
- Adolf Bernhard Meyer, antropologo, ornitologo e entomologo tedesco (Amburgo, n. 1840 - Berlino, † 1911)

## Arbitri di calcio(1)
- Florian Meyer, ex arbitro di calcio tedesco (Braunschweig, n. 1968)

## Architetti(2)
- Adolf Meyer, architetto tedesco (Mechernich, n. 1881 - Baltrum, † 1929)
- Hannes Meyer, architetto svizzero (Basilea, n. 1889 - Lugano, † 1954)

## Arrampicatori(1)
- Jérôme Meyer, arrampicatore francese (Lons-le-Saunier, n. 1979)

## Astronomi(2)
- Erich Meyer, astronomo austriaco (n. 1951)
- Maik Meyer, astronomo tedesco (Frauenstein, n. 1970)

## Attori(9)
- Breckin Meyer, attore, sceneggiatore e doppiatore statunitense (Minneapolis, n. 1974)
- Brendan Meyer, attore canadese (Kitchener, n. 1994)
- Christopher Meyer, attore statunitense (West Palm Beach, n. 1996)
- Emile Meyer, attore statunitense (New Orleans, n. 1910 - Covington, † 1987)
- Jan Meyer, attore tedesco (n. 1937)
- Jean Meyer, attore, commediografo e regista francese (Parigi, n. 1914 - Neuilly-sur-Seine, † 2003)
- Jeremias Meyer, attore tedesco (Monaco, n. 1999)
- John Charles Meyer, attore statunitense
- Peyton Meyer, attore statunitense (Las Vegas, n. 1998)

## Attrici(3)
- Dina Meyer, attrice statunitense (New York, n. 1968)
- Eve Meyer, attrice, modella e produttrice cinematografica statunitense (Griffin, n. 1928 - San Cristóbal de La Laguna, † 1977)
- Sydney Meyer, attrice canadese (London, n. 1995)

## Avvocati(1)
- Friedrich Johann Lorenz Meyer, avvocato tedesco (Amburgo, n. 1760 - † 1844)

## Banchieri(2)
- André Meyer, banchiere francese (Parigi, n. 1898 - Losanna, † 1979)
- Eugene Meyer, banchiere e editore statunitense (Los Angeles, n. 1875 - Mount Kisco, † 1959)

## Batteristi(1)
- Christian Meyer, batterista italiano (Milano, n. 1963)

## Biochimici(1)
- Karl Meyer, biochimico tedesco (Kerpen, n. 1899 - Cresskill, † 1990)

## Bobbiste(1)
- Fabienne Meyer, bobbista svizzera (Langenthal, n. 1981)

## Botanici(4)
- Arthur Meyer, botanico, biologo e farmacologo tedesco (n. 1850 - Marburgo, † 1922)
- Carl Anton von Meyer, botanico e esploratore tedesco (Vicebsk, n. 1795 - San Pietroburgo, † 1855)
- Ernst Heinrich Friedrich Meyer, botanico e storico tedesco (Hannover, n. 1791 - Königsberg, † 1858)
- Friedrich Karl Meyer, botanico tedesco (n. 1926 - † 2012)

## Calciatori(10)
- Alexander Meyer, ex calciatore tedesco (Jülich, n. 1983)
- Horst Meyer, ex calciatore tedesco (n. 1937)
- James Meyer, ex calciatore australiano (Sydney, n. 1986)
- Lothar Meyer, calciatore tedesco orientale (n. 1934 - Berlino, † 2002)
- Maurice Meyer, calciatore francese (Parigi, n. 1892 - Draveil, † 1971)
- Max Meyer, calciatore tedesco (Oberhausen, n. 1995)
- Peter Meyer, ex calciatore tedesco (Düsseldorf, n. 1940)
- Rémo Meyer, ex calciatore svizzero (Langenthal, n. 1980)
- Thierry Meyer, ex calciatore francese (Mulhouse, n. 1958)
- Tim Meyer, calciatore svizzero (n. 2004)

## Calciatrici(1)
- Isabelle Meyer, calciatrice svizzera (Langenthal, n. 1987)

## Canottieri(1)
- Horst Meyer, canottiere tedesco (Amburgo, n. 1941 - Lanzarote, † 2020)

## Cardinali(1)
- Albert Gregory Meyer, cardinale e arcivescovo cattolico statunitense (Milwaukee, n. 1903 - Chicago, † 1965)

## Cestiste(1)
- Birte Meyer, ex cestista tedesca (Osnabrück, n. 1971)

## Cestisti(6)
- Bill Meyer, cestista statunitense (Cleveland, n. 1943 - Martinsburg, † 2018)
- Joey Meyer, cestista e allenatore di pallacanestro statunitense (Chicago, n. 1949 - Hinsdale, † 2023)
- Tom Meyer, cestista statunitense (Highland Park, n. 1922 - Vero Beach, † 2019)
- Loren Meyer, ex cestista statunitense (Emmetsburg, n. 1972)
- Matthias Mayer, ex cestista austriaco (Wels, n. 1981)
- Sven Meyer, ex cestista tedesco (Hambühren, n. 1963)

## Chimici(2)
- Julius Lothar Meyer, chimico tedesco (Varel, n. 1830 - Tubinga, † 1895)
- Viktor Meyer, chimico tedesco (Berlino, n. 1848 - Heidelberg, † 1897)

## Chitarristi(2)
- Eric Meyer, chitarrista e produttore discografico statunitense (Long Beach, n. 1966)
- Mandy Meyer, chitarrista svizzero (Saskatchewan, n. 1960)

## Ciclisti su strada(3)
- Charles Meyer, ciclista su strada e pistard danese (Flensburg, n. 1868 - Dieppe, † 1931)
- Christian Meyer, ex ciclista su strada tedesco (Friburgo in Brisgovia, n. 1969)
- Travis Meyer, ex ciclista su strada e ex pistard australiano (Viveash, n. 1989)

## Clarinettiste(1)
- Sabine Meyer, clarinettista tedesca (Crailsheim, n. 1959)

## Clarinettisti(1)
- Paul Meyer, clarinettista e direttore d'orchestra francese (Mulhouse, n. 1965)

## Compositori(1)
- Krzysztof Meyer, compositore e pianista polacco (Cracovia, n. 1943)

## Compositori di scacchi(1)
- H. F. L. Meyer, compositore di scacchi tedesco (Hannover, n. 1839 - Inghilterra, † 1928)

## Contrabbassisti(1)
- Edgar Meyer, contrabbassista e compositore statunitense (Oak Ridge, n. 1960)

## Economisti(1)
- Dominique Meyer, economista e direttore teatrale francese (Thann, n. 1955)

## Editori(1)
- Joseph Meyer, editore tedesco (Gotha, n. 1796 - Hildburghausen, † 1856)

## Filologi(3)
- Leo Meyer, filologo tedesco (Bledeln, n. 1830 - Gottinga, † 1910)
- Paul Meyer, filologo francese (Parigi, n. 1840 - Parigi, † 1917)
- Wilhelm Meyer, filologo classico e latinista tedesco (Spira, n. 1845 - Gottinga, † 1917)

## Filosofi(2)
- Frank Meyer, filosofo e politologo statunitense (Newark, n. 1909 - Woodstock, † 1972)
- Stephen C. Meyer, filosofo statunitense (Spokane, n. 1958)

## Fisici(2)
- Friedrich Albrecht Anton Meyer, fisico e naturalista tedesco (n. 1768 - † 1795)
- Oskar Emil Meyer, fisico tedesco (Varel, n. 1834 - Breslavia, † 1909)

## Fotografe(1)
- Johanna Elisabeth Meyer, fotografa e giornalista norvegese (Tønsberg, n. 1899 - Oslo, † 1968)

## Fotografi(1)
- Albert Meyer, fotografo tedesco (Dresda, n. 1857 - Dresda, † 1924)

## Fotoreporter(1)
- Georgette Chapelle, fotoreporter statunitense (Milwaukee, n. 1919 - Quảng Ngãi, † 1965)

## Generali(1)
- Kurt Meyer, generale tedesco (Jerxheim, n. 1910 - Hagen, † 1961)

## Geologi(1)
- Hans Meyer, geologo e esploratore tedesco (Hildburghausen, n. 1858 - Lipsia, † 1929)

## Ginnaste(1)
- Gertrud Meyer, ginnasta tedesca (Hannover, n. 1914 - Hannover, † 1999)

## Ginnasti(1)
- Otto Meyer, ginnasta francese

## Giocatori di calcio a 5(1)
- Geirald Meyer, giocatore di calcio a 5 e calciatore norvegese (n. 1997)

## Giocatori di football americano(2)
- Erik Meyer, ex giocatore di football americano statunitense (La Mirada, n. 1982)
- Urban Meyer, ex giocatore di football americano e allenatore di football americano statunitense (Toledo, n. 1964)

## Giornalisti(2)
- Deon Meyer, giornalista, scrittore e sceneggiatore sudafricano (Paarl, n. 1958)
- Philip Meyer, giornalista e scrittore statunitense (Deshler, n. 1930 - Carrboro, † 2023)

## Giuristi(1)
- Johann Conrad Meyer, giurista e politico svizzero (Sciaffusa, n. 1544 - Maienfeld, † 1604)

## Imprenditori(4)
- Giovanni Giacomo Meyer, imprenditore svizzero (Regensdorf, n. 1792 - Scafati, † 1872)
- Johann Rudolf Meyer, imprenditore svizzero (Aarau, n. 1739 - Aarau, † 1813)
- Norby Walters, imprenditore statunitense (n. 1932 - † 2023)
- Otto Meyer, imprenditore tedesco (Ratisbona, n. 1882 - Augusta, † 1969)

## Ingegneri(1)
- Bertrand Meyer, ingegnere francese (Parigi, n. 1950)

## Judoka(1)
- Roy Meyer, judoka olandese (Breda, n. 1991)

## Latinisti(1)
- Lodewijk Meyer, latinista, medico e lessicografo olandese (Amsterdam, n. 1629 - Amsterdam, † 1681)

## Lottatori(1)
- Aage Meyer, lottatore danese (Copenaghen, n. 1904 - Copenaghen, † 1979)

## Maestri di scherma(1)
- Joachim Meyer, maestro di scherma svizzero (Basilea, n. 1537 - Strasburgo, † 1571)

## Matematici(3)
- Paul-André Meyer, matematico francese (Boulogne-Billancourt, n. 1934 - Strasburgo, † 2003)
- Wilhelm Franz Meyer, matematico tedesco (Magdeburgo, n. 1856 - Königsberg, † 1934)
- Yves Meyer, matematico francese (Parigi, n. 1939)

## Mezzofondiste(1)
- Elana Meyer, ex mezzofondista e maratoneta sudafricana (Albertinia, n. 1966)

## Mezzosoprani(1)
- Kerstin Meyer, mezzosoprano svedese (Stoccolma, n. 1928 - † 2020)

## Militari(3)
- Carlo Meyer, militare e politico italiano (Livorno, n. 1837 - † 1897)
- Hubert Meyer, militare tedesco (Berlino, n. 1913 - Leverkusen, † 2012)
- Kuno von Meyer, militare tedesco (Arnswalde, n. 1913 - Argentina, † 2010)

## Neurologi(1)
- Ernst Meyer, neurologo e psichiatra tedesco (Gottinga, n. 1871 - Königsberg, † 1931)

## Nuotatori(1)
- Alex Meyer, nuotatore statunitense (Rochester, n. 1988)

## Nuotatrici(1)
- Debbie Meyer, ex nuotatrice statunitense (Annapolis, n. 1952)

## Paleontologi(1)
- Christian Erich Hermann von Meyer, paleontologo tedesco (Francoforte sul Meno, n. 1801 - Francoforte sul Meno, † 1869)

## Pastori protestanti(1)
- Heinrich August Wilhelm Meyer, pastore protestante e teologo tedesco (Gotha, n. 1800 - Hannover, † 1873)

## Patologi(1)
- Robert Meyer, patologo e ginecologo tedesco (Hannover, n. 1864 - Minneapolis, † 1947)

## Pattinatori artistici su ghiaccio(1)
- Bror Meyer, pattinatore artistico su ghiaccio svedese (Stoccolma, n. 1885 - Stoccolma, † 1956)

## Pianiste(1)
- Marcelle Meyer, pianista francese (Lilla, n. 1897 - Parigi, † 1958)

## Pistard(1)
- Cameron Meyer, ex pistard e ex ciclista su strada australiano (Viveash, n. 1988)

## Pittori(4)
- Conrad Meyer, pittore e incisore svizzero (Zurigo, n. 1618 - Zurigo, † 1689)
- Ernst Meyer, pittore danese (Altona, n. 1797 - Roma, † 1861)
- Jeremiah Meyer, pittore e miniaturista tedesco (Tubinga, n. 1735 - Kew, † 1789)
- Heinrich Meyer, pittore e critico d'arte svizzero (Stafä, n. 1760 - Jena, † 1832)

## Poetesse(1)
- Andrea Meyer, poetessa, artista e modella tedesca (Hannover, n. 1969 - Kongsberg, † 2021)

## Politiche(1)
- Mattea Meyer, politica svizzera (Basilea, n. 1987)

## Politici(5)
- Albert Meyer, politico svizzero (Fällanden, n. 1870 - Zurigo, † 1953)
- Conrad Meyer, politico e giurista svizzero (Sciaffusa - Sciaffusa, † 1554)
- George von Lengerke Meyer, politico statunitense (Boston, n. 1858 - Boston, † 1918)
- Alfred Meyer, politico tedesco (Gottinga, n. 1891 - Hessisch Oldendorf, † 1945)
- Matt Meyer, politico statunitense (Bay City, n. 1971)

## Predicatrici(1)
- Joyce Meyer, predicatrice e scrittrice statunitense (St. Louis, n. 1943)

## Presbiteri(2)
- Benjamin Franklin Meyer, presbitero, teologo e storico delle religioni statunitense (Chicago, n. 1927 - Les Verrières, † 1995)
- Hans Bernhard Meyer, presbitero austriaco (Mannheim, n. 1924 - Innsbruck, † 2002)

## Psichiatri(2)
- Adolf Meyer, psichiatra svizzero (Niederweningen, n. 1866 - Baltimora, † 1950)
- Ludwig Meyer, psichiatra tedesco (Bielefeld, n. 1827 - Gottinga, † 1900)

## Psicologi(2)
- Max Friedrich Meyer, psicologo tedesco (Danzica, n. 1873 - † 1967)
- Victor Meyer, psicologo polacco (n. 1920 - † 2005)

## Rabbini(1)
- Marshall T. Meyer, rabbino statunitense (New York, n. 1910 - New York, † 1993)

## Rapper(1)
- Roc Marciano, rapper e produttore discografico statunitense (New York, n. 1978)

## Registi(3)
- Johannes Meyer, regista e sceneggiatore tedesco (Brzeg, n. 1888 - Marburgo, † 1976)
- Paul Meyer, regista belga (Limal, n. 1920 - Liegi, † 2007)
- Russ Meyer, regista, sceneggiatore e montatore statunitense (San Leandro, n. 1922 - Los Angeles, † 2004)

## Rugbisti a 15(1)
- Johan Meyer, rugbista a 15 sudafricano (Port Elizabeth, n. 1993)

## Saggiste(1)
- Anne-Marie Meyer, saggista e storica tedesca (Berlino, n. 1919 - Londra, † 2004)

## Sceneggiatori(1)
- Kevin Meyer, sceneggiatore e regista statunitense (Greeley)

## Sciatrici alpine(2)
- Antoinette Meyer, sciatrice alpina svizzera (Hospental, n. 1920 - Thun, † 2010)
- Garance Meyer, sciatrice alpina francese (Annecy, n. 2004)

## Scrittori(3)
- Clemens Meyer, scrittore tedesco (Halle, n. 1977)
- Conrad Ferdinand Meyer, scrittore svizzero (Zurigo, n. 1825 - Kilchberg, † 1898)
- Nicholas Meyer, scrittore, produttore cinematografico e regista statunitense (New York, n. 1945)

## Scrittrici(2)
- Marissa Meyer, scrittrice statunitense (Tacoma, n. 1984)
- Stephenie Meyer, scrittrice e produttrice cinematografica statunitense (Hartford, n. 1973)

## Siepiste(1)
- Lea Meyer, siepista e mezzofondista tedesca (n. 1997)

## Storici(1)
- Eduard Meyer, storico, egittologo e assiriologo tedesco (Amburgo, n. 1855 - Berlino, † 1930)

## Tenniste(1)
- Carrie Meyer, ex tennista statunitense (Indianapolis, n. 1955)

## Tennisti(1)
- Rick Meyer, ex tennista statunitense (New York, n. 1955)

## Tuffatori(1)
- Heiko Meyer, tuffatore tedesco (Dresda, n. 1976)

## Velocisti(1)
- Alvah Meyer, velocista statunitense (New York, n. 1888 - Tucson, † 1939)

## Senza attività specificata(2)
- Hertha Meyer, biofisica brasiliana (Germania, n. 1902 - Rio de Janeiro, † 1990)
- Heyneke Meyer, allenatore di rugby a 15 sudafricano (Nelspruit, n. 1967)